# Circolo dei cavalieri della Franconia

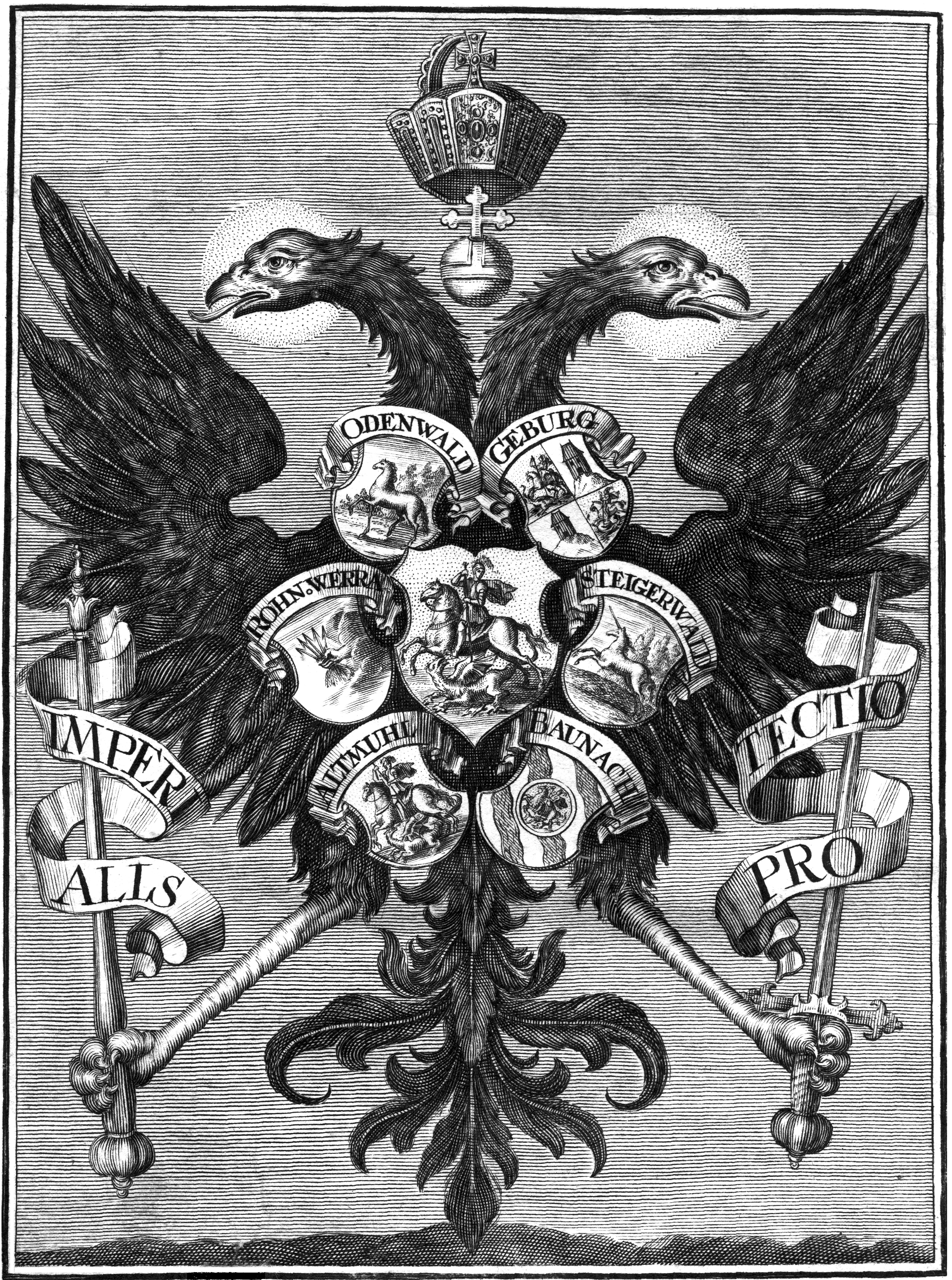
Stampa allegorica con gli stemmi dei cantoni del circolo dei cavalieri della Franconia

Il circolo dei cavalieri della Franconia (tedesco: Fränkischer Ritterkreis) fu un circolo di cavalieri del Sacro Romano Impero.

## Storia
Il circolo dei cavalieri della Franconia venne creato nel 1500 dal Massimiliano I, re di Germania, al fine di riunire i cavalieri imperiali della regione della Franconia.
Mentre i grandi feudatari dell'impero, principi e conti, oltre ai signori spirituali dell'area della Franconia erano rappresentati nella provincia di Franconia, i cavalieri imperiali di quell'area non avevano alcun diritto di voto nella dieta imperiale, ma decisero comunque di costituirsi in un circolo ove eleggere i rappresentanti a tutelare la loro posizione di membri dell'aristocrazia minore presso l'imperatore. Essi, pur non potendo avanzare pretese nei campi in cui solitamente i grandi feudatari agivano (amministrazione della giustizia, esercito, convenzioni commerciali, ecc.) si limitavano spesso ad una tutela dei loro beni e a intervenire con richieste specifiche relative alla tassazione.
Dopo che la Prussia, in quanto stato sovrano del Brandeburgo-Ansbach, aveva già adottato misure restrittive tramite l'opera di Karl August von Hardenberg nel 1790, le aree alla riva sinistra del Reno si separarono dal Sacro Romano Impero dopo l'occupazione da parte delle truppe rivoluzionarie francesi e di alcuni principi tedeschi dopo la firma della Pace di Lunéville (1802). Furono quelli gli anni del Rittersturm che però non ebbe successo e la stessa categoria dei cavalieri del Sacro Romano Impero tracollò infine con la mediatizzazione generale tramite la risoluzione del 26 gennaio 1806.
L'11 ottobre 2013, i membri delle circa 40 famiglie di cavalieri ancora fiorenti, che una volta erano iscritte al Circolo dei cavalieri della Franconia, fondarono un'associazione chiamata Fränkische Ritterschaft, un'associazione privata per recuperare la storia e le tradizioni locali nella quale possono ancora oggi essere ammessi unicamente gli appartenenti a queste famiglie.

## I cantoni
Il circolo dei cavalieri imperiali della Franconia era organizzato in cantoni, ciascuno col proprio capoluogo locale di riferimento:
- Cantone dei cavalieri dell'Altmühl, per l'area attorno al fiume Altmühl, con sede a Wilhermsdorf
- Cantone dei cavalieri del Baunach, per l'area intorno al fiume Baunach (regione di Bamberga), con sede a Baunach
- Cantone dei cavalieri di Gebürg, per l'area svizzera, con sede a Bamberga
- Cantone dei cavalieri dell'Odenwald, per l'area dell'Odenwald, con sede a Kochendorf (Bad Friedrichshall)
- Cantone dei cavalieri di Rhön-Werra, per l'area lungo Rhön e Werra, con sede a Schweinfurt
- Cantone dei cavalieri della Steigerwald, per l'area della Steigerwald, con sede a Erlangen